# العلاقات التونسية الليتوانية
العلاقات التونسية الليتوانية هي العلاقات الثنائية التي تجمع بين تونس وليتوانيا.

## مقارنة بين البلدين
هذه مقارنة عامة ومرجعية للدولتين:
| وجه المقارنة                                              | تونس                                       | ليتوانيا                                                    |
| --------------------------------------------------------- | ------------------------------------------ | ----------------------------------------------------------- |
| المساحة (كم2)                                             | 163.61 ألف                                 | 65.30 ألف                                                   |
| عدد السكان (نسمة)                                         | 11.53 مليون                                | 2.79 مليون                                                  |
| الكثافة السكانية (ن./كم²)                                 | 70.47                                      | 42.73                                                       |
| العاصمة                                                   | تونس                                       | فيلنيوس، كاوناس                                             |
| اللغة الرسمية                                             | اللغة العربية                              | اللغة الليتوانية                                            |
| العملة                                                    | دينار تونسي                                | ليتاس ليتواني، يورو                                         |
| الناتج المحلي الإجمالي (بليون دولار)                      | 40.26 مليار                                | 47.17 مليار                                                 |
| الناتج المحلي الإجمالي (تعادل القوة الشرائية) بليون دولار | 129.05 مليار                               | 84.06 مليار                                                 |
| الناتج المحلي الإجمالي الاسمي للفرد دولار أمريكي          | 3.87 ألف                                   | 14.15 ألف                                                   |
| الناتج المحلي الإجمالي للفرد دولار أمريكي                 | 11.44 ألف                                  | 27.69 ألف                                                   |
| مؤشر التنمية البشرية                                      | 0.721                                      | 0.839                                                       |
| رمز المكالمات الدولي                                      | +216                                       | +370                                                        |
| رمز الإنترنت                                              | .tn                                        | .lt                                                         |
| المنطقة الزمنية                                           | ت ع م+01:00، توقيت وسط أوروبا، ت ع م+02:00 | ت ع م+02:00، ت ع م+03:00، أوروبا/فيلنيوس ‏، توقيت شرق أوروبا |

## منظمات دولية مشتركة
يشترك البلدان في عضوية مجموعة من المنظمات الدولية، منها:
| علم المنظمة | اسم المنظمة                               | تاريخ انضمام تونس | تاريخ انضمام ليتوانيا |
| ----------- | ----------------------------------------- | ----------------- | --------------------- |
|             | يونسكو                                    | 8 نوفمبر 1956     | 7 أكتوبر 1991         |
|             | مؤسسة التمويل الدولية                     | 25 يوليو 1962     | 15 يناير 1993         |
|             | المركز الدولي لتسوية المنازعات الاستشارية | 14 أكتوبر 1966    | 5 أغسطس 1992          |
|             | منظمة حظر الأسلحة الكيميائية              | ?                 | ?                     |
|             | مؤسسة التنمية الدولية                     | 30 ديسمبر 1960    | 23 سبتمبر 2011        |
|             | منظمة التجارة العالمية                    | ?                 | ?                     |
|             | وكالة ضمان الاستثمار متعدد الأطراف        | 7 يونيو 1988      | 8 يونيو 1993          |
|             | الاتحاد البريدي العالمي                   | ?                 | ?                     |
|             | الاتحاد الدولي للاتصالات                  | 14 ديسمبر 1956    | 1 يوليو 1923          |
|             | منظمة الشرطة الجنائية الدولية             | ?                 | ?                     |
|             | الأمم المتحدة                             | 12 نوفمبر 1956    | 17 سبتمبر 1991        |
|             | البنك الدولي للإنشاء والتعمير             | 14 أبريل 1958     | 6 يوليو 1992          |

## وصلات خارجية
- موقع وزارة الخارجية التونسية
- موقع وزارة الخارجية الليتوانية